# Шюссель, Вольфганг
Вольфганг Шюссель (нем. Wolfgang Schüssel; род. 7 июня 1945, Вена) — австрийский политик христианско-демократического направления, Федеральный канцлер Австрии с 4 февраля 2000 до 11 января 2007 года.
В 1968—1975 годах — секретарь парламентской группы Австрийской Народной партии. 24 апреля 1989 года стал министром экономических дел в коалиционном правительстве АНП и СПА, возглавляемом лидером СПА Францем Враницким. 22 апреля 1995 года Шюссель был избран лидером АНП, и 4 мая стал вице-канцлером и министром иностранных дел, сохранив эти посты и в последующем правительстве Виктора Климы. После парламентских выборов, прошедших в 1999 году, по результатам которых АНП и националистическая АПС возглавляемая Йоргом Хайдером, получили равное число мест, отстав от победивших социал-демократов, Шюссель сформировал новое правительство вместе с АПС, что вызвало широкий резонанс в Европе, и в 2000 году стал первым канцлером от АНП за 30 лет. Хайдер был при этом вынужден отказаться от поста вице-канцлера.
По итогам прошедших в 2003 году разгромных для АПС парламентских выборов АНП упрочила свои позиции в правительстве, впервые за много лет заняв первое место по числу депутатов. После раскола АПС в апреле 2005 года Шюссель сформировал правительство с хайдеровской BZÖ. В 2006 году в стране состоялись очередные парламентские выборы, вновь принёсшие победу левым, а 31 декабря того же года умерла министр внутренних дел Лизе Прокоп, в результате чего 3 января 2007 года Шюссель был приведён к присяге как её преемник. 11 января было сформировано правительство большой коалиции СПА и АНП, руководимое социалистом Альфредом Гузенбауэром. Шюссель в том же году ушёл в отставку с поста лидера АНП, и его преемником и новым вице-канцлером стал Вильгельм Мольтерер. Шюссель остался депутатом Национального совета, где с 2006 года руководит парламентской группой АНП.
В первой половине 2006 года Шюссель являлся председателем ЕС.